# La scomparsa
La scomparsa (in francese: La Disparition) è un romanzo di Georges Perec del 1969.
Il romanzo è un lipogramma, in quanto è stato scritto senza mai utilizzare la lettera "e", seguendo uno dei vincoli della "letteratura potenziale" creata dall'associazione di scrittori e matematici francesi OuLiPo. La lettera "e", infatti, non appare in alcuna delle 300 pagine che compongono l'edizione in lingua originale.
Nel 1995 il romanzo è stato tradotto in italiano da Piero Falchetta rispettando lo stesso vincolo, la qual cosa gli è valsa la vincita del Premio Monselice.

## Trama
La Scomparsa è un romanzo costruito intorno alla ricerca di Anton Vowl, personaggio scomparso all'inizio della narrazione. La trama può essere considerata una parodia dei generi noir e horror, con numerosi trucchi stilistici, colpi di scena e un finale cupo.
I personaggi principali discendono da una potente tribù d'origine albanese composta da ventisei membri, metaforicamente rappresentati dalle lettere dell'alfabeto, ognuna delle quali tende a generare una numerosa discendenza. Una severa legge di successione, che prevede che solo il figlio maggiore erediti, condanna gli altri a una vita di miseria. Questa regola porta inevitabilmente a conflitti sanguinosi, gelosie e assassinii che rischiano di portare all'estinzione del clan. Per prevenire questo, viene imposto un limite di un solo figlio per famiglia, ma la regola viene infranta quando una madre dà alla luce tre gemelli, scatenando una serie di eventi che culminano nella vendetta del padre contro i figli fuggiaschi e la loro discendenza.
In diverse occasioni il romanzo richiama implicitamente la propria limitazione lipogrammatica e alla fine i personaggi capiranno qual era la lettera mancante, ma parlarne si rivelerà rischioso e perfino fatale.
La narrazione si sviluppa su più livelli, intrecciando trame e sottotrame in una sorta di gioco di specchi, dimostrando la maestria avanguardistica di Perec nel padroneggiare questa imponente costrizione creativa con acrobazie linguistiche.

## Edizioni
- La Disparition. Roman, Paris, Denoël, 1969.[2]
- La scomparsa, Traduzione e postfazione di Piero Falchetta, Napoli, Guida, 1995, ISBN 88-7835-235-7.